# Templo Sri Poyatha Moorthi
O Templo de Sri Poyatha Moorthi é o templo hindu mais antigo da Malásia e um dos mais antigos templos hindus em funcionamento no sudeste marítimo da Ásia. Localizado no estado de Malaca, o templo é um dos poucos templos Chitty (povo) existentes na Malásia.
O templo está situado em Jalan Tukang Emas, também conhecida como "Rua da Harmonia" devido à sua proximidade com a Mesquita Kampung Kling e o Templo Cheng Hoon Teng.
O templo foi construído por Thavinayagar Chitty, o líder do povo Chitty, em 1781, depois que o governo colonial holandês do Malaca lhe deu um terreno. O templo é dedicado a Vinayagar ou Ganesha, a divindade do elefante. Na sala dos fundos há uma escultura da divindade com a cabeça de um elefante e o corpo de um homem com quatro mãos. Há outro altar dedicado a Lord Muruga, o irmão mais novo de Lord Vinayagar.

## Historia
O governo colonial holandês de Malaca concedeu à comunidade Chitty um pedaço de terra, no coração da cidade de Malaca, na década de 1780. O terreno estava localizado na rua Goldsmith, hoje conhecida como rua Jalan Tokong, medindo 1.475,2 m2 (15.879 pés quadrados) a finalidade era montar um templo hindu. O templo foi construído no ano de 1781, de acordo com a data mencionada na concessão holandesa. O templo estava sob a tutela do falecido Sr. Thaivanayagam Chitty, que era então líder da comunidade de Chitty.

## Arquitetura
A simplificação da cultura e dos costumes pode ser vista no templo de Sri Poyatha Moorthi. Distinto dos templos do sul da Índia, que têm uma complexa arquitetura dravidiana no estilo Palavra, que exibe esculturas esculpidas dos deuses hindus em várias fileiras, o templo de Chitty costuma ter apenas uma linha, ou a imagem de um único deus em cada uma das três linhas, conforme evidenciado no templo Sri Poyatha Moorthi.

## Administração
O 'Templo Sri Poyatha Venayagar Moorthi', embora seja propriedade da comunidade Chetti de Malacca, é administrado pela comuniade 'Malacca Nagarathar Nattukkottai Chettiar' por mais de 20 anos através de um acordo feito entre eles, porque o governo colonial britânico antes da independência da Malásia, se recusou a permitir que o grupo chettiar construísse outro templo hindu na cidade de Malacca. O templo foi construído no ano de 1781, de acordo com a data mencionada na concessão holandesa.

## Festival
O povo Chittys de Malaca realizam rituais, festivais e cerimônias, como Thai Pongal, Madhu Pongal para quem cria vacas, Kani Pongal especialmente para donzelas, Deepavali, colocando 'Kolams' e flores durante o mês de Margali (nono mês do calendario hindu) nas portas, Kelemays Sarasvathi (Ahyutha poojas), Sivarathri, Egadesi, Amã Thiruviza, carregando os Kavadis (oferenda aos deuses hindu) durante os meses dos festivais de Thaipusam, Masimagam, Sithrai, Panguni Utharam.
Existem três Rathams (carapuças religiosas) feitos de madeira com esculturas encantadoras de divindades indianas e datam de cerca de 200 anos. Os Rathams são mantidos em boas condições e mantidos nos terrenos do templo. Um Ratham é para Lord Ganesha, um para Lord Subramaniar Swamy e outro para Lord Rama Swamy. Eles são usados durante as épocas festivas carregados por bois e são iluminados com lâmpadas decorativas, tornando-as atrativas à noite.
O festival 'Sri Muthu Mariamman Thiruvizha' durante o Sitrai matham (abril/maio) é uma grande celebração entre a diáspora de Chitty, atualmente espalhada pela Malásia e Singapura.